# Vassílievka (Iúriev-Polski)
|  | Per a altres significats, vegeu «Vassílievka». |

Vassílievka (en rus: Васильевка) és un poble de l'óblast de Vladímir, a Rússia, segons el cens del 2010 tenia 18 habitants. Pertany al districte municipal de Iúriev-Polski.